# Matoury
Matoury is een gemeente in Frans-Guyana. De gemeente telde 35.551 inwoners op 1 januari 2022. De gemeente bevindt zich ten zuiden van Cayenne en is een voorstedelijk gebied van de hoofdstad geworden. Matoury omvat de internationale luchthaven van Frans-Guyana, de vissers- en jachthaven Port du Larivot, en het natuurreservaat Mont Grand Matoury.

## Economie
De internationale luchthaven Cayenne - Félix Eboué ligt in de gemeente. Door de aanleg van de luchthaven in 1942 en de bijhorende tewerkstelling werd de gemeente een van de snelst groeiende en welvarendste van Frans-Guyana.
In Matoury is er ook een belangrijke vissers- en jachthaven, de Port du Larivot.

## Geschiedenis
In 1657 zetten Nederlanders hier voet aan wal. Ze sloten een verdrag met de indianen en begonnen een nederzetting, waarvan er geen sporen meer resten. In de 18e eeuw bouwden de Fransen er het fort Trio en groeven er een kanaal om de moerassen droog te leggen en landbouw mogelijk te maken. Via het Canal de la crique Fouillée was er ook transport mogelijk tussen de rivieren Mahury en Cayenne. Aan het einde van de 19e eeuw werd er een wegverbinding geopend tussen Matoury en Cayenne.

## Plaatsen
De gemeente bevat meerdere kernen, maar door de snelle suburbanisatie beginnen de dorpen aan elkaar te groeien tot een stedelijk gebied. De gemeente bevat de volgende plaatsen:
- Matoury is de hoofdplaats van de gemeente. De dorpen Copaya en Barbadine zijn aan Matoury vastgegroeid.
- Concorde (4° 50′ NB, 52° 21′ WL) bevindt zich naast de luchthaven.
- Larivot (4° 54′ NB, 52° 22′ WL) ligt aan de Cayenne en omvat de haven.

- Balata (4° 53′ NB, 52° 20′ WL) is gesticht door Haïtiaanse immigranten.[2] Door de gunstige ligging bij de kruising van de N1 en N2 heeft het zich ontwikkeld tot een grote kern van de gemeente. De dorpen La Chaumière en La Persévérance zijn bijna aan Balata vastgegroeid.
- Stoupan en Matoupan (4° 47′ NB, 52° 21′ WL) liggen aan de weg naar Roura bij de Mahury.

- Sainte-Rose-de-Lima (4° 50′ NB, 52° 20′ WL) is in 1971 gesticht door Surinaamse Lokono. Het is het grootste dorp van dit volk in Frans-Guyana. De Lokono zijn eigenaar van de grond en zijn erkend door de overheid, maar het dorp ligt bij de luchthaven en de gemeente weigert bouwvergunningen te verlenen vanwege de veiligheid en geluidsoverlast.[3]

## Natuur
Het natuurgebied Mont Grand Matoury bevindt zich in de gemeente en wordt gevormd door de gelijknamige berg van 234 meter. Rondom de berg ligt een 27 km² bosgebied waarin de mangrovebossen overlopen in de oerbossen van het hoogland. Het gebied is beschermd sinds 1942 en vergroot in 2006. Het Mirande Natuurpad is een wandelpad van 3 uur dat door het gebied loopt.

## Demografie
Matoury had 2.532 inwoners in een gebied van 137 km² in 1982, maar is fors gestegen naar 33.458 inwoners in 2019.

## Galerij

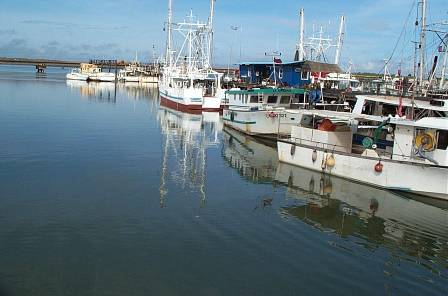
Jachthaven Larivot
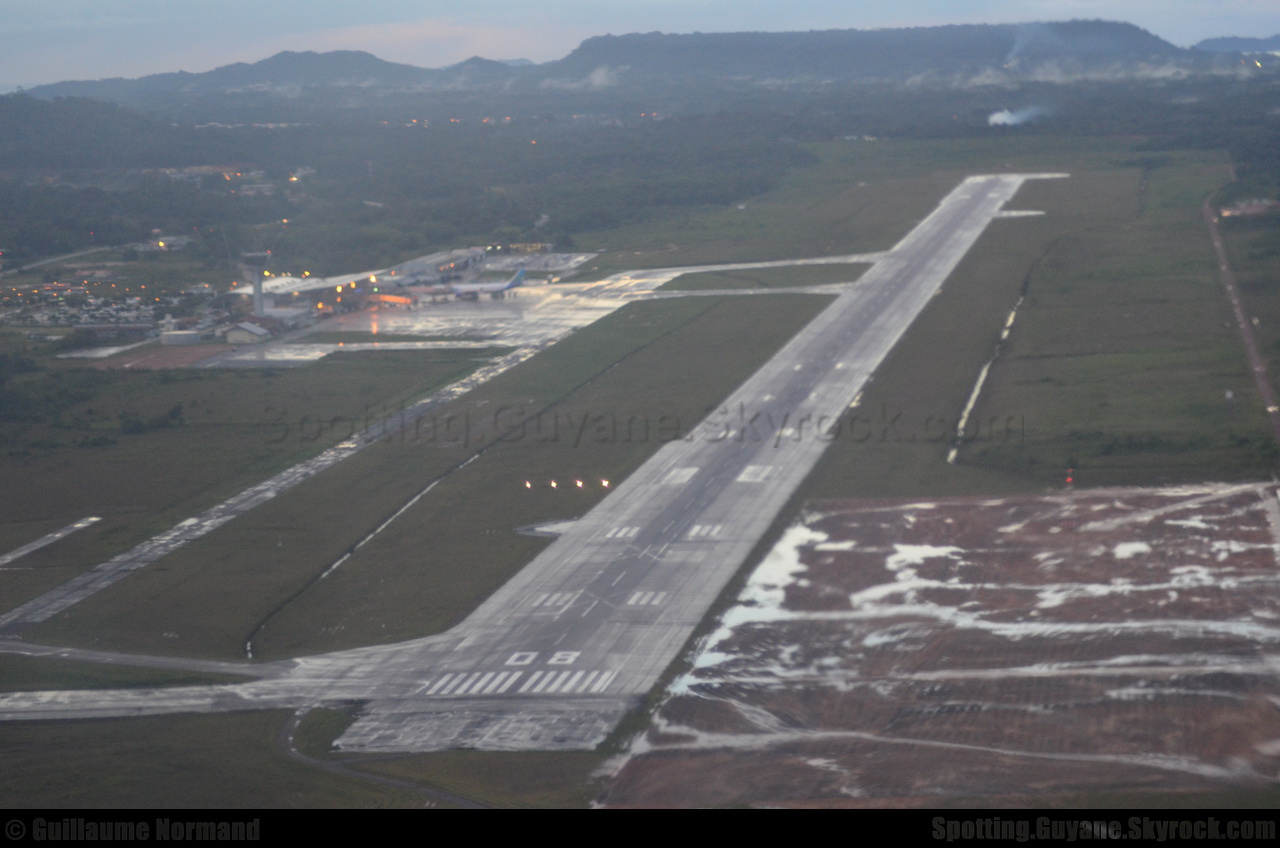
Luchthaven van Cayenne-Félix Eboué
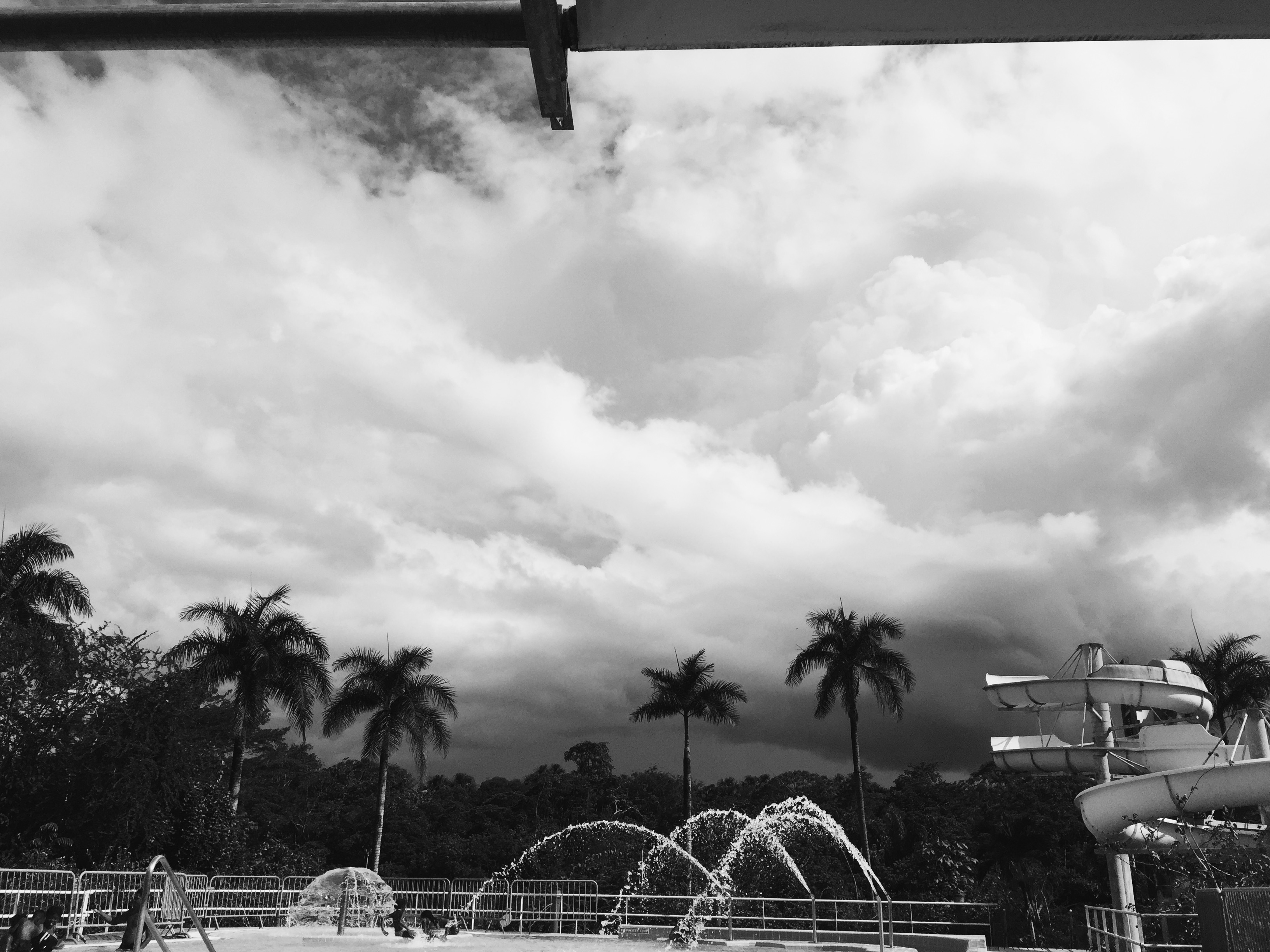
Zwembad in Matoury
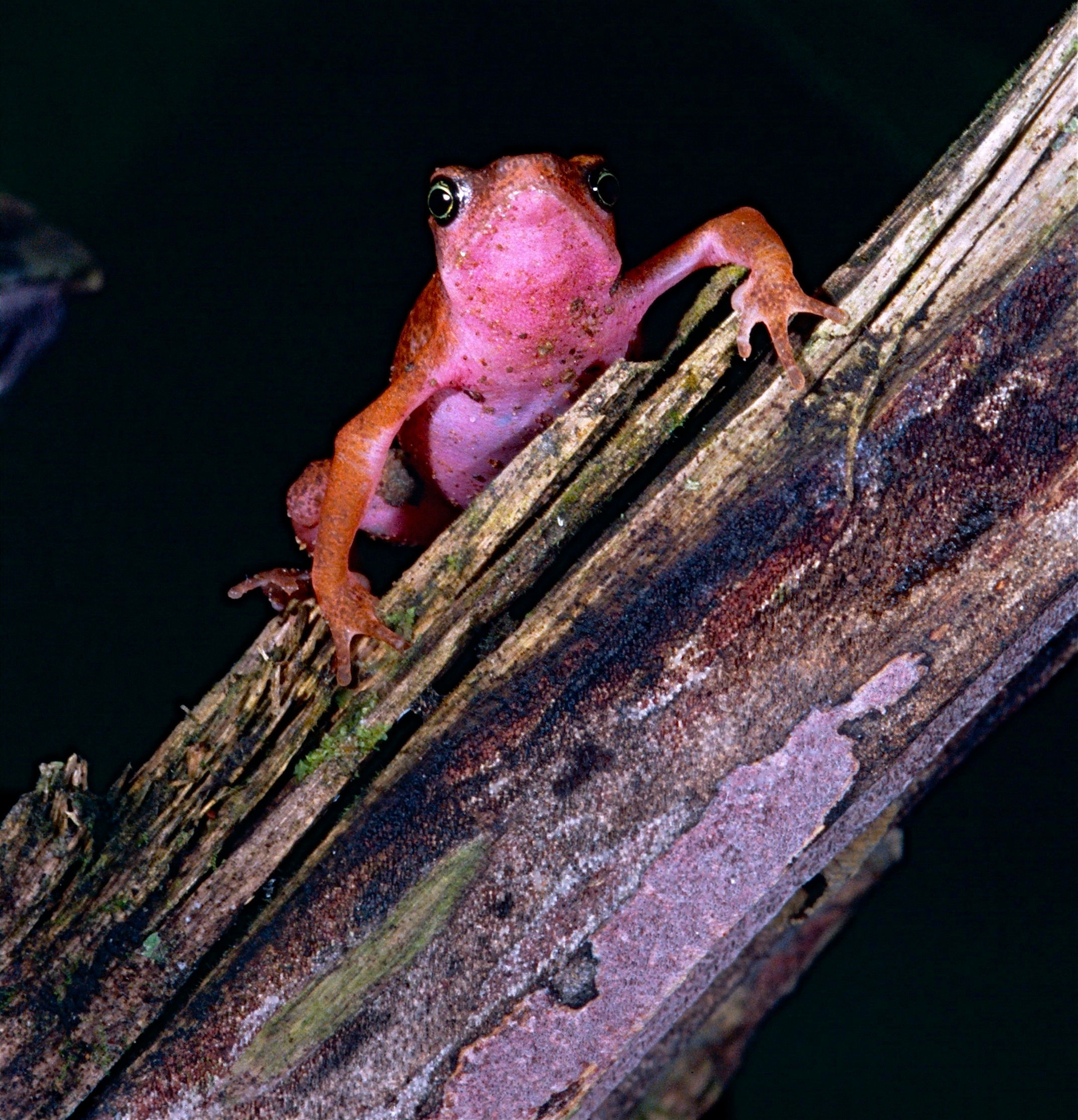
Atelopus flavescens in Mont Grand Matoury